# Kaggfjärden

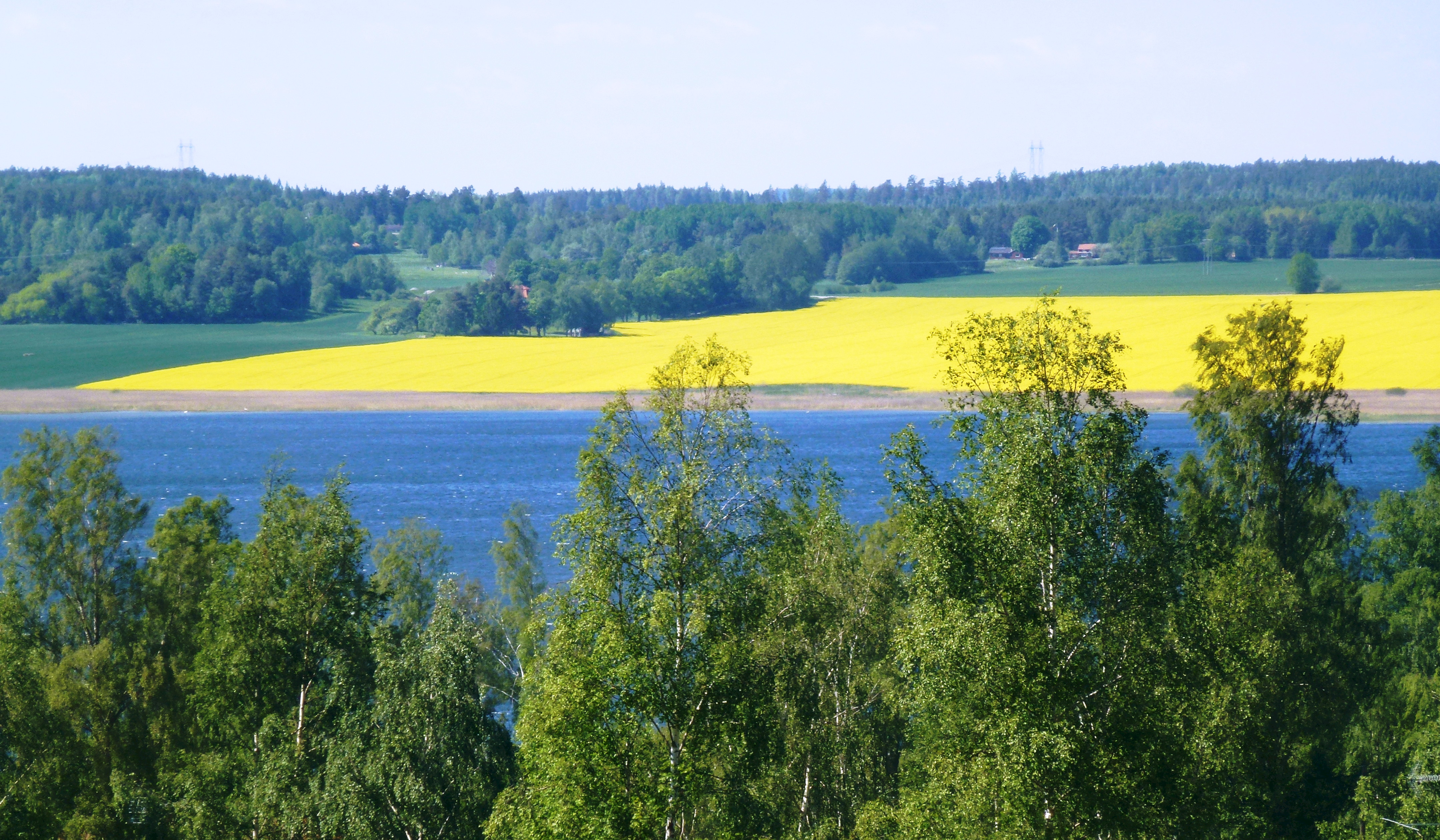
Kaggfjärden, vy mot Kagghamra gård.

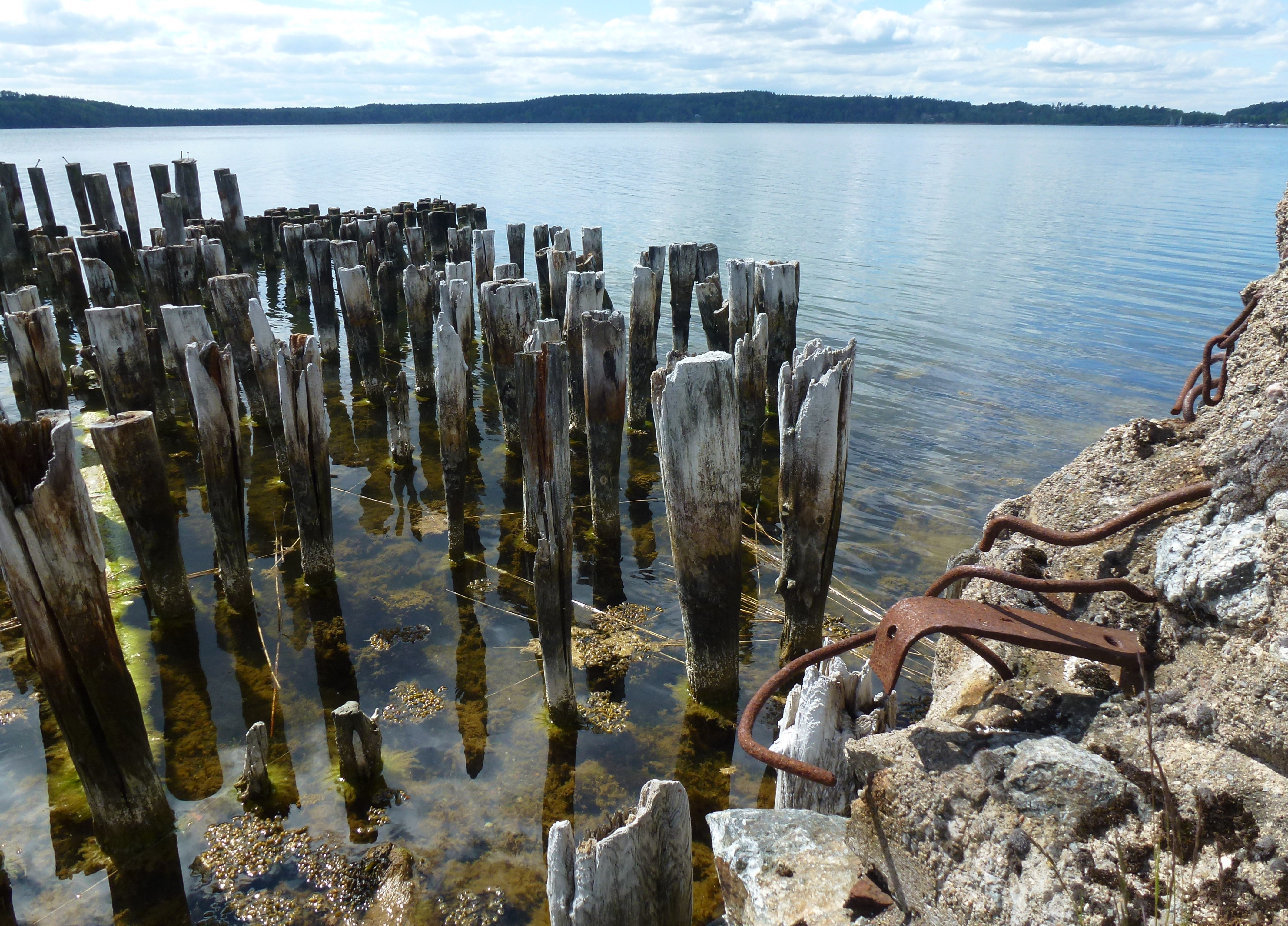
Kaggfjärden, vy från Sjöbergs varv.

Kaggfjärden är en fjärd eller havsvik i Botkyrka kommun och Nynäshamns kommun, Stockholms län. 

## Beskrivning
Kaggfjärden hänger ihop i söder med Mörkarfjärden och den med Himmerfjärden, som i sin tur leder ut till Östersjön. Kaggfjärdens största längd (nord-syd)  är cirka 2,3 nautiska mil och bredden (ost-väst) är cirka 1,6 nautiska mil. Största djup är 39 meter. Den nordvästra delen av fjärden hör till Botkyrka kommun och den sydöstra till Nynäshamns kommun.
Vid östra sidan om Kaggfjärden ligger Kagghamra gård (även kallad Sjöbergs säteri) med rötter från medeltiden och sin nuvarande huvudbyggnad från 1731. Söder om gården låg Sjöbergs varv som anlades då industrimannen och riksdagsmannen Gustav Cawallin köpte gården 1875. Här byggdes tolv fartyg fram till 1890 och fortfarande idag syns rester av stapelbädden och pålar i vattnet.
Norr om Kagghamra gård återfinns orten Kagghamra, även kallad Kagghamra tomtområde eller  Kagghamra fritidsområde. På västsidan märks tätorten Sibble. I söder avslutas Kaggfjärden med det cirka 200 meter breda Storbosundet, där vidtar Mörkarfjärden.